# Clotoide

Espiral de Cornu o clotoide ocoloide o clotoide (x,y)=(C(t), S(t)). La espiral converge al centro de los dos remolinos extremos de la imagen, a medida que t tiende a más infinito y menos infinito.

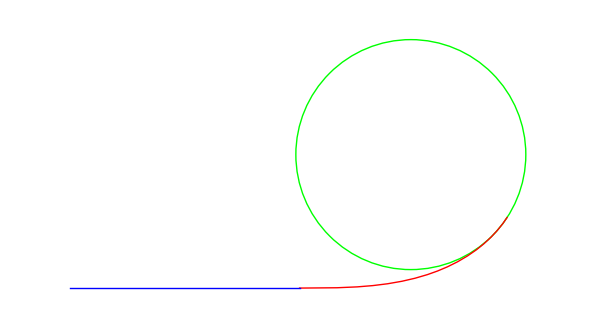
La curva que une la recta y la circunferencia es la clotoide. Se caracteriza por variar su curvatura desde la recta (curvatura = 0) hasta la de la circunferencia con curvatura dada.

La clotoide, también denominada radioide de arcos, espiral de Euler (por Leonhard Euler)  o espiral de Cornu (en honor a Marie Alfred Cornu), es una curva tangente al eje de las abscisas en el origen y cuyo radio de curvatura disminuye de manera inversamente proporcional a la distancia recorrida sobre ella. Es por ello que en el  punto origen de la curva, el radio es infinito.
La expresión matemática usual es:

{\displaystyle {\rho }\cdot s=C^{2}}

siendo
{\displaystyle {\rho }} el radio de curvatura
{\displaystyle s} el desarrollo o arco
{\displaystyle C} la constante de la espiral

## Parametrización
La espiral de Cornu, también conocida como clotoide, es la curva cuyas ecuaciones paramétricas vienen dadas por S(t) y C(t), las integrales de Fresnel. Puesto que:

{\displaystyle C'(t)^{2}+S'(t)^{2}=\operatorname {sen} ^{2}(t^{2})+\cos ^{2}(t^{2})=1\,}

en esta parametrización el vector tangente tiene longitud unidad y t es la longitud de arco medida a partir de (0,0) (e incluyendo signo), de lo que se deduce que la curva tiene longitud infinita.

## Aplicaciones
La espiral de Cornu tiene la propiedad de que su curvatura en cualquier punto es proporcional a la distancia a lo largo de la curva medida desde el origen. Esta propiedad hace que sea útil como curva de transición en el trazado de autopistas o ferrocarriles, puesto que un vehículo que siga dicha curva a velocidad constante tendrá una aceleración angular constante. Así dicha curva se  utiliza para acuerdos planimétricos en trazados de carreteras y, especialmente, ferroviarios (salvo aprovechamiento de explanada anterior para el que se utilizan otras curvas de acuerdo), con el fin de evitar discontinuidades en la aceleración centrípeta de los vehículos. La curva de transición que resulta tiene radio infinito en el punto tangente a la parte recta del trazado, y radio R en el punto de tangencia con la curva circular uniforme, de esta manera el tipo de curva en carreteras es tramo recto-clotoide-circular-clotoide-tramo recto salvo para curvas circulares de radio mayor que cinco mil metros (< 5 000 m) en carreteras de los Grupos 1 y 2 y para curvas circulares de radio mayor que dos mil quinientos metros (< 2500 m) en carreteras del Grupo 3.
Igualmente las secciones de esta espiral clotoide son usadas comúnmente en montañas rusas por lo que algunas vueltas completas se conocen como loops "clotoides".
En el diseño geométrico de vías, normalmente usado en el trazado horizontal.

## Historia
En los primeros ferrocarriles, debido a las bajas velocidades y los grandes radios utilizados en curvas hicieron posible que se ignorara cualquier tipo de transición entre curva y recta. Es a partir del siglo XIX cuando los incrementos de velocidad dan la necesidad de curvas que cambien gradualmente su curvatura. En 1862 Rankine en su obra "Civil Engineering" ya cita algunas curvas que podrían utilizarse, entre ellas una propuesta de 1828 o 1829 llamada "curva de los senos" de William Gravatt y la curva de ajuste de William Froude de 1842 que aproximaba una curva elástica. La actual ecuación dada por Rankine es la de una curva cúbica, o polinómica de grado 3. 
- Datos: Q755003
- Multimedia: Euler spirals / Q755003